# 동계면
동계면(東界面)은 대한민국 전북특별자치도 순창군의 면이다.

## 개요
동계면은 섬진강 상류에 위치한 면으로 수려한 자연경관으로, 봄에는 매실 가을에는 밤과 감이 많이 생산되는 등 다양한 지역 특산품으로도 이름난 고장이다.

## 행정 구역
- 관전리
- 구미리
- 내령리
- 동심리
- 서호리
- 수장리
- 수정리
- 신흥리
- 어치리
- 유산리
- 이동리
- 주월리
- 현포리

## 주요 부락
- 창주마을 (서호리)

- 남쪽으로는 적성면과 경계를 이루며, 동쪽은 산지. 서쪽은 오수천변의 충적지로 이루어져 있다. 이 마을은 약 300년 전 천변에 창주정이라 하는 정자가 있어 정자이름으로 인하여 창주마을이라 이름 붙여진 것이다.